# 226 Верінґія
226 Верінґія (226 Weringia) — астероїд головного поясу, відкритий 19 липня 1882 року Йоганном Палізою у Відні.